# 脖子造怪机
《脖子造怪机》（NECKネック，或译为《青春恐怖箱》）是日本导演白川士执导的一部包含了奇幻和科幻的成分的青春恐怖电影。该电影改编自舞城王太郎的小说，由相武纱季、沟端淳平、栗山千明、平冈祐太主演，于2010年8月21日起在日本上映。舞城王太郎的想法是将同一个题材做成不同的故事，分别以电影、舞台剧、小说的方式出现。2010年2月时也上演了同名的舞台剧。7月出版了同名小说。

## 简介
《青春恐怖箱》的原作是舞城王太郎的小说。舞城王太郎以创作风格独特而为人所知，曾获三岛由纪夫文学奖。《青春恐怖箱》是一部揉合了青春、恐怖、搞笑、奇幻、科幻等元素的作品，也是作者的又一次尝试。女主演相武纱季是首次挑战恐怖题材的电影，也是首次担当主演。

## 剧情
小女孩真山杉奈在男孩古里崇史的家里寄宿。夜里，杉奈对崇史讲了一个恐怖故事：床底下的黑暗里藏着“戴塑胶手套的男子”，会在半夜爬到床上，把孩子曳往阴间。“手套男”的故事其实是杉奈编出来的，但半夜里杉奈又想吓唬崇史时，床底下竟然真的爬出了“手套男”。两个孩子吓得跑到崇史父母的房间，可回头却找不到“手套男”了。崇史的父亲对他们说：“你们心里总想着吓人的东西，它们才会出现的。”杉奈将这话记在了心里。
长大後的杉奈成为了大学的研究生。美丽可爱的她，却只想着独特的研究课题：恐惧和怪物的关联。同校的热血青年首藤友和对杉奈一见倾心，想要展开追求，却被杉奈拉去做实验。杉奈根据自己儿时的经验，提出了怪物的“脖子理论”。她认为，“怪由心生”，人类对未知的恐惧想象会投影在现实中，产生真正的怪物。因此她将友和关在特制的“造怪箱”里面，只露出脖子以上部分，同时让他一个人在夜里不停地看恐怖电影。可怪物并没有出现。
友和了解了杉奈的研究之後，决定帮她找更加恐怖的场景，以激发怪物出现。友和找到了畅销惊悚小说作家越前魔太郎，请他出面制造恐怖的场景。然而杉奈在见面时发现，越前魔太郎就是小时候的玩伴古里崇史。崇史小时候被怪物吓到後，心有余悸，变得很胆小，以至于不断创作出惊悚恐怖小说来自我补偿，结果成为了畅销小说家。杉奈取笑崇史之胆小，而崇史为了报复杉奈让自己留下童年阴影，决意制造无比恐怖的场景让杉奈也留下阴影。
杉奈、友和、崇史和经纪人赤坂英子一道前往郊外一处废弃的别墅。别墅的原主人是一个玩具制作师。崇史告诉众人，当年玩具制作师制作的玩偶竟然有了生命，并且将玩具制作师本人控制了。众人都被这个故事吓着了，崇史却告诉众人这只是他编的故事。到得目的地後，众人开始在陈列玩具人偶的房间里准备造怪箱，由杉奈亲自试验。杉奈实验时，箱子竟然绿灯大作，表示真的有怪物产生了，杉奈被吓得要命，结果崇史出面，告诉杉奈这一切只是他为了报复杉奈而作的恶作剧而已，造怪箱是由他遥控的。杉奈十分生气。而这时造怪箱又一次灯光大亮，杉奈要崇史停止恶作剧，但这时崇史也十分惊慌，因为他的遥控器也失灵了。最後两人好不容易打开了造怪箱，却发现箱中出现了真正的玩偶怪物。杉奈的“脖子理论”似乎在此时此地被验证了：众人的恐慌不断导致超现实的怪物产生，从而引发众人新的恐慌想象，形成了可怖的循环。最终，众人终于依靠心灵的力量化解了危机。解开了儿时的心结後，各人之间的关系也迈出了新的一步。

## 参演人员

### 演员
| - 相武纱季 饰 真山杉奈 - 沟端淳平 饰 首藤友和 - 平冈祐太 饰 古里崇史 - 栗山千明 饰 赤坂英子 | - 寺本纯菜 饰 真山杉奈（小学时代） - 花冈拓未 饰 古里崇史（小学时代） - 未来穗香 饰 由香里（ゆかりちゃん） - 板东英二 饰 青岛教授 | - 渡部豪太 饰 准教授 - 佐藤二朗 饰 小池 - 小松彩夏 饰 香织 - 河西智美【AKB48】 饰 真央 | - 细川茂树 饰 冥王星O - 铃木一真 饰 山本壮平 - 温水洋一 饰 冈田 - 板尾创路 饰 レポーター |

### 制作人员
| - 导演： 白川士 - 监制：山田雅子 - 原作：舞城王太郎 - 编剧：江良至、藤平久子 - 摄影指导：中堀正夫 - 采编：石川浩通 | - 音乐：audio highs - 录音监制：安藤岳 - 特效：关口明 - 服装：小泉みち子 - 灯光：牛場賢二 - 人偶制作与操作：小池俊幸、植松淳 | - 音效编辑：室薗剛 - 美术：佐佐木記貴 - 录音：横溝正俊 - 助理导演：山本亮 - 後制指导：上原英和 |

### 主题曲
- 《今夜是魔法盒》（今夜はMAGIC BOX）
  - 演唱：MAGIC PARTY（AIRI与本田光史郎），作词：AIRI，作曲：本田光史郎[2]